# Davide Guarneri
Davide Guarneri (Lovere, 25 marzo 1985) è un pilota motociclistico italiano.

## Carriera
Ha esordito a 5 anni nel minicross, categoria in cui vince 2 titoli (1994 e 1995) e conquista un 2º e un 3º posto.
Passa poi alla 125, con cui nel 1999 è secondo nel campionato italiano junior, che vince nel 2001.
Nel 2001 passaggio alla Junior e successivamente affermazione come campione del mondo Junior 125 (2002).
Nel 2003 passa alla KTM, esordisce nel campionato mondiale di motocross ad è terzo nel tricolore seniores, agli Assoluti 125 e nel Supercampione.
Nel 2005, passato nel team Yamaha di Ilario Ricci, si classifica 3º nel campionato italiano, vince una manche nel mondiale MX2 (in Germania) e viene convocato nella squadra italiana al Motocross delle Nazioni in sostituzione dell'infortunato Alessio Chiodi.
L'anno successivo è penalizzato da un'infezione che lo debilita per gran parte del campionato e non riesce a ripetere gli exploit che lo avevano fatto conoscere nel 2005.
Nella stagione 2007 raccoglie una storica vittoria a Namur, in Belgio, su una delle piste più belle e difficili del mondiale. Questo successo e una serie di buoni piazzamenti gli fanno guadagnare l'undicesima posizione nel campionato del mondo e la nuova convocazione nella squadra Italiana al Motocross delle Nazioni 2007 in terra americana.
Nel 2012 gareggia a Kiev nella squadra italiana, insieme a Samuele Bernardini e Manuel Monni, vincendo il Motocross delle Nazioni Europee.
Nel 2013 gareggia sempre nel mondiale motocross in classe MX1 in sella ad una KTM.